# Михаил Манчев (опълченец)
 Тази статия е за опълченеца от Сопот.  За общественика от Охрид вижте Михаил Манчев.  
Михаил Ефтимов Манчев е участник в Българското Опълчение и в битките на връх Шипка. Родом е от град Сопот.
Брат му Иван Евтимов Манчев и той произхождат от стар сопотски търговски род. Иван бил търговец с уредено много добро материално благосъстояние и известен като почтен човек. Поради тези си качества бил избран на два пъти за кмет на Сопот – първият път преди Балканските войни (1912 – 1913), с кметски мандат от две години – от 1909 до 1911 г., и вторият път – през 1926 – 1927 г.
Отпечатаните през 1884 година в Пловдив със заглавието „Единадесетий август 1877 година, или боят при Шипка“ спомени на Михаил Ефтимов Манчев и подзаглавието, което автора им дава – „11 август 1877“, също е свидетелство откъде Иван Вазов е почерпил вдъхновение за написването на стихотворението си Опълченците на Шипка, за да го претвори в епос.
Михаил Ефтимов Манчев почива в София през 1934 г. и е погребан в Централните софийски гробища.